# Burketown
Burketown est une ville du Comté de Burke dans l'état du Queensland en Australie.
En 2016 la population était de 238 habitants.
La ville doit son nom à l'explorateur d'origine irlandaise Robert O'Hara Burke (1821-1861). 

## Météorologie
Au printemps, on peut y observer vers le lever du jour un nuage ou une série de nuages en rouleau pouvant mesurer plusieurs centaines de kilomètres de long. Ce phénomène météorologique rare baptisé Morning Glory attire chaque année sur l'aérodrome de Burketown (en) des pilotes de planeur qui l'exploitent en vol à voile en surfant sur ces nuages comme sur une vague. 